# Cywilizacja łacińska

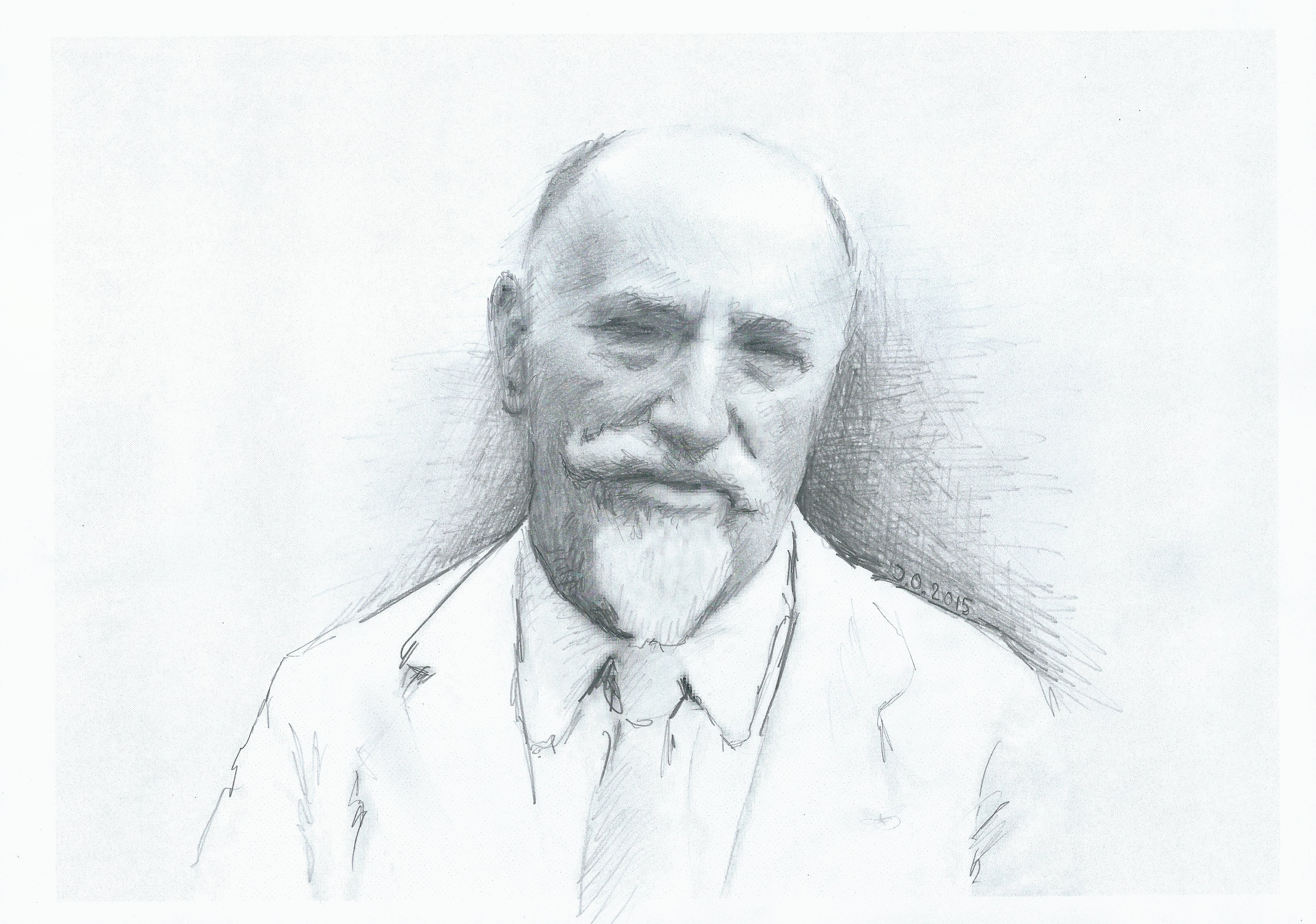
Feliks Koneczny

Cywilizacja łacińska – jedna z cywilizacji wyróżnionych przez historyka Feliksa Konecznego, pojęcie bliskie bardziej znanemu pojęciu cywilizacji zachodniej.

## Cywilizacja łacińska wśród innych cywilizacji
Cywilizacje w koncepcji Konecznego są formą ustroju społecznego, a poszczególne kultury są przejawem cywilizacji . Koneczny nie używał pojęcia cywilizacji zachodniej, wskazując, że w Europie występuje wiele cywilizacji. Cywilizacja łacińska jest jedną z cywilizacji występujących w Europie; jedyną, która ma charakter rodzimy. Pozostałe cywilizacje (bizantyjska, żydowska i turańska) są pochodzenia orientalnego. Nie ma więc jednej wspólnej cywilizacji europejskiej. Obejmuje ona społeczeństwa Europy Zachodniej i Europy Środkowej oraz Ameryki, występuje tam, gdzie religią dominującą jest katolicyzm lub wywodzące się z niego wyznania protestanckie.
Wielu innych autorów, inspirujących się Konecznym, używa pojęć cywilizacja łacińska i zachodnia zamiennie.

## Charakterystyka
Cywilizacja łacińska wywodzi się z trzech źródeł:: 
- starożytnej Grecji, skąd zaczerpnięto dążenie do racjonalnego poznania prawdy (ukształtowane w filozofii starożytnej i rozwinięte przez nowożytną naukę);
- starożytnego Rzymu (prawo rzymskie), skąd zaczerpnięto koncepcję prawa jako wyrazu dobra i słuszności;
- chrześcijaństwa, które przekształciło te źródła poprzez swoją etykę (patrz też: kultura chrześcijańska).

Cywilizacja łacińska kształtowała się w okresie średniowiecza, a najważniejszym czynnikiem ją tworzącym był Kościół katolicki.
Cywilizację tę charakteryzuje personalistyczne podejście do człowieka. Człowiek pojmowany jest jako osoba, podmiot wolny i rozumny.
W polityce narzuca rządzącym te same prawa moralne, które obowiązują poddanych ich władzy. Państwo opiera się na narodzie, ma charakter ograniczony, a obok niego istnieją organizacje społeczne i samorządy. Uznaje dualizm prawa (prawo prywatne i publiczne) i wyższość etyki nad prawem (prawo ma wywodzić się z etyki i podlega ocenie moralnej). W ekonomii ceni własność prywatną, a najwyżej własność nieruchomą, zwłaszcza ziemską. W prawie rodzinnym uznaje tylko małżeństwo monogamiczne oraz emancypację rodziny spod władzy rodu .
Jest cywilizacją niesakralną (czym różni się od cywilizacji żydowskiej i bramińskiej) z supremacją sił duchowych (czym różni się od cywilizacji turańskiej, bizantyńskiej, arabskiej i chińskiej).
Koneczny uznaje cywilizację łacińską za najdoskonalszą z istniejących cywilizacji, w której jednostka ludzka znajduje najpełniejszą realizację .
Koneczny uznaje, że kultura polska jest najpełniejszym wcieleniem cywilizacji łacińskiej i jest z nią ściśle związana. Inne obecne w Polsce cywilizacje (żydowska, turańska i bizantyńska) są jej kulturowo obce i szkodliwe .